# Вюртемберги
Вюртембергите (на немски: Haus Württemberg) са германска владетелска фамилия, графове (1143 – 1495), херцози (1495 – 1806) и крале (1806 – 1918) на Вюртемберг. Родът произлиза от кралската Салическа династия, според други източници от Люксембургите. От рода идва името на Вюртемберг.

## Господари (до 1143) и графове на Вюртемберг (1143 – 1495)
От 1080 г. фамилията живее в първия замък на хълма Виртемберг (Wirtemberg), днес в Щутгарт, и първоначално се наричат „Виртемберги“ („Wirtemberger“). От рода идва името на Вюртемберг. Чрез поредица от бракове Вюртембергите наследяват Бойтелсбахските владения. Основател на рода е Конрад I, син на господаря на Бойтелсбах, който е потомък на салическите херцози Конрад I и Конрад II от Каринтия. Той строи през 1080 г. замъка Виртемберг и се нарича сам на него Конрад фон Виртинисберк (Konrad von Wirtinisberc, C(u)onradus de Wirdeberch). Той е господар на Вюртемберг от 1083 до 1110 г. Лудвиг I е първият от рода граф на Вюртемберг от 1143 до 1158 г. Подкрепата, която Лудвиг I, син на Конрад II, оказва на своите сюзерени, му донася значителни привилегии и владенията му са издигнати в графство през 1143 г. Следващите графове на Вюртемберг са синовете на Лудвиг II (1158 – 1181): Хартман I (1181 – 1240) и Лудвиг III (1194 – 1241). Лудвиг III има трима синове: Еберхард (1202 – 1258), Хайнрих (†1259), епископ на Айщат и Хартман II фон Грьонинген (†1280). От съпругата си Агнес (†1239), дъщеря на Бертхолд IV, граф на Церинген, Еберхард има двама синове: Улрих I (р. 1226 – 1265), който го наследява като граф на Вюртемберг, и Хайнрих (†1259), епископ на Айщат. Граф Улрих I, наричан Основателя, се възползва от хаоса в Германия по време на Голямото междуцарствие, когато се разпада Швабското херцогство, за да разшири владенията си и да си извоюва повече независимост.
През 1251 г. Улрих I се жени за Матилда (†1259), дъщеря на Херман IV, маркграф на Баден, от която има син Улрих II (1253 – 1279), умрял без наследници. След смъртта на първата си съпруга през 1260 г. Улрих I се жени за Агнешка (1243 – 1265), дъщеря на Болеслав II Плешиви, княз на Силезия, която ражда една дъщеря Агнеса (†1305) и син Еберхард I (1265 – 1325). Граф Еберхард I влиза в противоброство с австрийските Хабсбурги, които се опитват да наложат властта си над Швабия. Принуждава германския император Рудолф I да го признае за наместник на долношвабските земи, и пръв установява графската резиденция в Щутгарт, останал столица на владението до края на съществуването му. През 1308 г. Еберхард I е съперник на Хайнрих VII фон Люксембург в борбата за императорската корона на Германия. Има два брака: с Аделаида фон Верденберг и през 1294 г. с Ирмгард (†1297), дъщеря на маркграф Рудолф I фон Баден. От двете си съпруги е баща на четири дъщери: Ирмгард (†1329), омъжена (1318) за Рудолф I фон Хоенберг, Агнес (1293 – 1351) – за Хайнрих II фон Верденберг, Аделаида (1294 – 1342) – за Крафт II фон Хоенлое и още една Агнес (1295 – 1317) – за граф Лудвиг VI фон Йотинген и двама сина. По-големият му син Улрих (†1315) умира преди баща си. От съпругата си (от 1291) Ирмгард (†1315), дъщеря на граф Бурхард III фон Хоенберг, той има две деца: Агнес (1294 – 1373) се омъжва (1318) за Улрих IV фон Хелфенщайн, а след смъртта му сключва брак с Конрад II фон Шлюселберг и Улрих (†1348), който става свещеник.
Властта над Вюртемберг наследява вторият вторият син на Еберхард I, Улрих III (1298 – 1344), а след като умира, графството е управлявано от неговите синове, родени от съпругата му София (†1344), дъщеря на граф Теобалд фон Пфирт: Улрих IV (†1366), починал без наследници, и Еберхард II (1315 – 1392). Желаейки да разшири владенията си в Швабия, Еберхард II се опитва да постави под своя опека свободните имперски градове в този регион. Те сключват помежду си съюз и водят война с амбициозния граф. От брака си (1340) с Елизабет (†1389), дъщеря на Хайнрих XII фон Хенеберг, Еберхард II има син Улрих (1342 – 1388), починал преди баща си, и дъщеря София (1343 – 1369), омъжена за лотарингския херцог Йохан (Жан) I. Принц Улрих взема за съпруга (1362) Елизабет (1329 – 1402), дъщеря на германския император Лудвиг IV фон Вителсбах, и е баща на следващия граф Еберхард III (1364 – 1417). Той се жени (1380) за Антония (1360 – 1405), дъщеря на миланския херцог Барнаба Висконти, а след смъртта ѝ сключва брак (1412) с Елизабет (1391 – 1429), дъщеря на нюрнбегския бургграф Йохан III фон Хоенцолерн.
Еберхард III оставя престола на единствения си син Еберхард IV (1388 – 1419). Освен германските си владения новият граф управлява и територии във Франция – графство Монбелиар, донесено в зестра от съпругата му Анриет дьо Монфокон (1387 – 1444). Умирайки, той разделя земите си между своите синове Лудвиг I (1412 – 1450) и Улрих V (1413 – 1480). Лудвиг I взема за съпруга (1434) Матилда (1419 – 1482), дъщеря на пфалцкия курфюрст Лудвиг III фон Вителсбах. По-голямата му дъщеря Матилда (†1495) сключва брак (1454) с ландграф Лудвиг II фон Хесен; по-малката Елизабет (1447 – 1505), се омъжва (1470) за граф Йохан II фон Насау-Саарбрюкен, а след като овдовява (1472), става съпруга (1474) на Хайнрих IX фон Щолберг. Лудвиг I има двама синове: Лудвиг II (1439 – 1457) и Еберхард V (1445 – 1496). Последният поема властта над графство Вюртемберг след смъртта на по-големия си брат. Енергичен владетел, той провежда значителни реформи в своята държава, организира местен Ландтаг, утвърждава териториалната неделимост на Вюртемберг (1482) и основава авторитетния университет в Тюбинен. На имперското събрание във Вормс през 1495 г. граф Еберхард V е издигнат от римско-немския крал и по-късен император Максимилиан I за херцог на Вюртемберг и херцог на Тек като Еберхард I. От съпругата си Барбара (1455 – 1503), дъщеря на мантуанския маркиз Лудовико III Гонзага, херцогът има само един син, Лудвиг (1476 – 1487), който умира преждевременно.

### Господари (до 1143) и графове на Вюртемберг (1143 – 1495)
- Конрад I ок. 1081 – 1110, господар на Вюртемберг
- Конрад II ок. 1110 – 1143, господар на Вюртемберг
- 1143 – 1158 Лудвиг I, син на предходния, 1-ви граф на Вюртемберг
- 1158 – 1181 Лудвиг II
- 1181 – 1240 Хартман I, син на Лудвиг II
- 1194 – 1241 Лудвиг III, син на Лудвиг II
- 1241 – 1265 Улрих I, син на предходния
- 1265 – 1279 Улрих II, син на предходния
- 1279 – 1325 Еберхард I, син на Улрих I
- 1325 – 1344 Улрих III, син на предходния
- 1344 – 1362 Улрих IV с Еберхард II до 1362, синове на Улрих III
- 1344 – 1392 Еберхард II до 1362 с Улрих IV, синове на Улрих III
- 1392 – 1417 Еберхард III, внук на Еберхард II
- 1417 – 1419 Еберхард IV, син на предходния
- 1419 – 1426 Лудвиг I и Улрих V, синове на предходния
- 1426 – 1442 Лудвиг I, син на Еберхард IV
- 1433 – 1442 Улрих V с Лудвиг I, синове на Еберхард IV

Разделяне na Вюртемберг чрез договора от Нюртинген от 25 януари 1442 г.
Щутгартска линия
- 1442 – 1480 Улрих V, син на Еберхард IV
- 1480 – 1482 Еберхард VI, син на Улрих V

Урахска линия
- 1442 – 1450 Лудвиг I, син на Еберхард IV
- 1450 – 1457 Лудвиг II, син на Лудвиг I
- 1457 – 1482 Еберхард V, син на Лудвиг I

Обединение на Вюртемберг чрез договора от Мюнзинген от 14 декември 1482 г. 
Обединен Вюртемберг
- 1482 – 1495 Еберхард V, син на Лудвиг I
- от 1495 като херцог Еберхард I, син на Лудвиг I

## Херцози (1495 – 1803) и курфюрсти (1803 – 1806) на Вюртемберг
След смъртта на Еберхард I властта над херцоството преминава към клона, основан от чичо му Улрих V. От трите си брака – 1441 г. с Маргарита (1416 – 1444), дъщеря на принц Адолф II фон Клеве, 1445 г. с Елизабет (1419 – 1451), дъщеря на баварския херцог Хайнрих XVI и 1453 г. с Маргарита (1420 – 1479), дъщеря на граф Амадей VIII Савойски, Улрих V има многобройно потомство. От дъщерите му Хелена (†1506) е омъжена (1476) за принц Крафт VI фон Хоенлое, Маргарита (1469, †1471) – за Филип I фон Епщайн-Кьонигщайн, Елизабет (1496, 1454 – 1501) – за граф Фридрих II фон Хенеберг-Ашах. По-големият му син Еберхард II (1447 – 1504) наследява през 1496 г. братовчед си Еберхард I, но поразен от умствено заболяване е свален от престола от Ландтага на Вюртемберг през 1498 г. Той няма деца от съпругата си Елизабет (1451 – 1524), дъщеря на бранденбургския курфюрст Албрехт Ахилес.
Ландтагът определя за херцог Улрих I (VI) (1487 – 1550), син на Хайнрих (1448 – 1519), по малък брат на Еберхард II. Хайнрих е баща на Мария (1496 – 1541), омъжена (1515) за Хайнрих II фон Брауншвайг. Продължителното управление на херцог Улрих I (VI) е помрачено от смутове и вълнения в земите му. Неговата жестока данъчна политика довежда до селско въстание, принудило го да даде много права на недоволните (1514). През 1519 г. е прогонен от Вюртемберг и херцогството е предадено в ръцете на германския император Карл V, който определя брат си Фердинанд за негов владетел. Улрих I се укрива във френското си владение Монбелиар и се отдава на разбойничество. Приел протестантството, през 1534 г. той си връща властта над Вюртемберг и се заема с въвеждането на Реформацията. Участва също във войните на германските протестантски князе срещу император Карл V. Женен е (1511) за Сабина (1492 – 1564), дъщеря на баварския херцог Албрехт IV фон Вителсбах. Неговият син и наследник Кристоф (1515 – 1568) продължава религиозната политика на баща си. От брака си (1544) с Анна-Мария (1526 – 1589), дъщеря на маркграф Георг фон Байройт, той има един син Лудвиг III (1554 – 1618) и осем дъщери: Хедвига (1547 – 1590) става съпруга (1563) на ландграф Лудвиг IV фон Хесен; Елизабет (1548 – 1592) сключва брак последователно (1568 и 1586) с граф Георг-Ернст фон Хенеберг и с Георг-Густав фон Пфалц-Велденц; Сабина (1549 – 1581) се омъжва (1566) за ландграф Вилхелм IV фон Хесен-Касел; Емилия (1550 – 1589) – 1578 г. за граф Рихард фон Пфалц-Зимерн; Елеонора (1552 – 1618) става съпруга (1571) на княз Йоахим-Ернст фон Анхалт, а след като овдовява (1586), сключва брак (1589) с ландграф Георг I фон Хесен-Дармщат; Доротея-Мария (1559 – 1639) се омъжва (1582) за граф Ото-Хайнрих фон Пфалц-Зулцбах; Анна (1561 – 1616) е дадена (1582) за съпруга на бжеския княз Ян-Йежи Пяст, а след смъртта му (1592) сключва брак (1594) с лигницкия княз Фридерик IV Пяст; София (1563 – 1590) се омъжва (1583) за херцог Фридрих-Вилхелм I фон Саксен-Ваймар. Единственият син на Кристоф, херцог Лудвиг III се жени през 1575 г. за Доротея-Урсула (1559 – 1583), дъщеря на маркграф Карл II фон Баден-Дурлах, от която няма деца, затова след смъртта му властта над Вюртемберг преминава у представителител на клона Вюртемберг-Монбелиар.
Основател на клона Вюртемберг-Монбелиар е граф Георг I (1498 – 1558), по-малък брат на вюртемберския херцог Улрих I и чичо на херцог Кристоф. Неговият син Фридрих I (1557 – 1608), роден от брака (1555) му с Барбара (1536 – 1597), дъщеря на ландраф Филип I фон Хесен, наследява през 1593 г. херцог Лудвиг III. По негово време Вюртемберг отхвърля сюзеренитета на княз Йоахим-Ернст фон Анхалт. Фридрих I е баща на петнадесет деца от съпругата си Сибила фон Анхалт (1564 – 1614). Сред достигналите пълнолетие (10 деца) са: Сибила-Елизабет (1584 – 1606), омъжена (1604) за курфюрст Йохан-Георг I фон-Саксен-Ветин; Ева-Кристина (1590 – 1657) – през 1610 г. за бранденбургския курфюрст Йохан-Георг фон Хоенцолерн; Агнес (1592 – 1629) – през 1620 г. за княз Франц-Юлий фон Лауенбург; Барбара (1593 – 1627) – през 1616 г. за маркграф Фридрих V фон Баден-Дурлах. Фридрих I има също така и трима синове: Йохан Фридрих (1582 – 1628), херцог на Вюртемберг; Лудвиг-Фридрих (1586 – 1631), граф на Монбелиар, сключил брак (1617) с Елизабет-Магдалена (1600 – 1624), дъщеря на ландграф Лудвиг V фон Хесен-Дармщат, от която има дъщеря Хенриета-Луиза (1623 – 1650), омъжена (1642) за ландграф Албрехт II фон Бранденбург-Ансбах; Юлиус-Фридрих (1588 – 1635), княз на Юлиусбург, женен (1618) за Анна-Сабина (1593 – 1659), дъщеря на княз Йохан фон Шлезвиг-Холщайн-Зондербург. Клоновете, основани от последните двама, просъществуват съотвено до 1714 и 1792 г.
Херцог Йохан Фридрих взема участие в Тридесетгодишната война като деен член на протестантската Евангеличческа уния. Негова съпруга (1609) е Барбара-София (1584 – 1636), дъщеря на бранденбургския курфюрст Йоахим III Фридрих. Дъщеря им Сибила (1620 – 1707) е дадена (1647) за съпруга на своя братовчед Леополд-Фридрих фон Вюртемберг-Монбелиар. Имат също трима синове: Еберхард III (1614 – 1674), херцогг на Вюртемберг; Фридрих (1615 – 1682), княз на Нойенщат; Улрих (1617 – 1671), княз на Нойбург, който има от браковете (1647 и 1651) си със София Доротея фон Золмс-Зоненвалде (1622 – 1648) и Изабела фон Аренберг (†1678) две рано починали дъщери. Вторият син на Йохан Фридрих, Фридрих фон Нойщат, основава клон, просъществувал две поколения. Женен (1653) за Клара-Августа (1632 – 1700), дъщеря на херцог Август II фон Брауншвайг-Волфенбютел, той е баща на София-Доротея (1658 – 1681), омъжена (1680) за принц Лудвиг Кристиан фон Щолберг-Гедерн, Фридрих-Август фон Нойенщат (1654 – 1716) и на Карл-Рудолф фон Нойенщат (1667 – 1742), умрял без потомци. От четиринадесетте деца на Фридрих-Август фон Нойенщат зрелост доживяват само Августа-София (1691 – 1743), дадена (1709) за съпруга на принц Фридрих Еберхард фон Хоенлое-Кирхберг и Фредерика (1699 – 1781), абатиса в Дания.
Еберхард III, херцог на Вюртемберг (1628 – 1674), продължава да подкрепя протестантите в Тридесетгодишната война, съюзявайки се с Швеция и Франция. През 1634 г. Вюртемберг е окупиран от войските на германския император Фердинанд II, а херцогът трябва да търси спасение в чужбина. С Вестфалския мир от 1648 г. Еберхард III възвръща своите права. Той сключва два брака: през 1637 г. с Анна-Катарина–Доротея (1614 – 1655), дъщеря на райнграф Йохан-Казимир фон Тюбург, и през 1656 г. с Мария-Доротея-София (1639 – 1698), дъщеря на княз Йоаким-Ернст фон Йотинген. Баща е на двадесет и пет деца, осемнадесет от които умират рано. От дъщерите му София-Луиза (1642 – 1702) е омъжена (1671) за маркграф Кристиан-Ернст фон Бранденбург-Байройт; Кристина-Фридерика (1644 – 1674) – през 1665 г. за Албрехт-Ернст I фон Йотинген; Кристина-Шарлота (1645 – 1699) – през 1662 г. за Георг-Кристиан фон Остфризланд; Еберхардина-Катарина (1651 – 1683) – през 1682 г. за Албрехт-Ернст I фон Йотинген, овдовял със сестра ѝ София-Луиза; София-Шарлота (1671 – 1717) – през 1688 г. за Йохан-Георг I фон Саксен-Айзенах. От синовете му двама доживяват пълнолетие: Вилхелм Лудвиг (1647 – 1677), херцог на Вюртемберт и Фридрих-Карл фон Винентал (1652 – 1698). Вилхелм Лудвиг взема през 1673 г. за съпруга Магдалена-Сибила (1652 – 1712), дъщеря на ландграф Лудвиг VI фон Хесен-Дармщат. Дъщеря му Магдалена-Вилхелмина (1677 – 1742) е омъжена (1697) за маркграф Карл III Вилхелм фон Баден-Дурлах. Нейният брат Еберхард Лудвиг (1676 – 1733) е следващият херцог на Вюртемберг. От брака си (1697) с Йохана-Елизабет (1680 – 1757), дъщеря на маркграф Фридрих VII Магнус фон Баден-Дурлах, той има син, престолонаследника Фридрих-Лудвиг (1698 – 1731). Последният е женен (1716) за Хенриета-Мария (1702 – 1782), дъщеря на бранденбургския ландграф Филип-Вилхелм фон Бранденбург-Швет. Фридрих-Лудвиг има само една дъщеря, Луиза-Фридерика (1722 – 1791), омъжена (1746) за Фридрих II фон Мекленбург-Шверин. Престолонаследникът умира преди баща си, затова след смъртта на херцог Еберхард Лудвиг короната преминава у неговите роднини от клона Вюртемберг-Винентал.
Фридрих-Карл фон Винентал (1652 – 1698), по-малък брат на херцог Вилхелм Лудвиг, е първият представител на клона Вюртемберг-Винентал. От брака си (1682) с Елеонора-Юлиана (1663 – 1724), дъщеря на маркграф Албрехт II фон Бранденбург-Ансбах, той има син, Карл Александър (1684 – 1737), получил през 1733 г. властта над Вюртемберг, както и дъщеря, Кристина-Шарлота (1694 – 1729), омъжена (1709) за маркграф Вилхелм-Фридрих фон Бранденбург-Ансбах. Карл Александър се сражава във войната на Австрия с Османската империя под командването на принц Евгений Савойски. Приема католицизма и се заема с възстановяването му в своето княжество. Неговият първороден син и наследник Карл Евгений (Ойген) (1728 – 1793), роден от брака му (1727) с Мария Августа фон Турн и Таксис (1706 – 1756), остава в лоното на католицизма и прекратява натиска срещу протестантите, но се стреми да управлява като абсолютен монарх, ограничавайки правата на Ландтага. Няма деца от първата си съпруга (1748) Елизабет-Фридерика-София (1732 – 1780), дъщеря на маркграф Фридрих III фон Бранденбург-Байройт и от морганатичния си брак с Франциска фон Бернардин (†1811), графиня фон Хоенхайм. След смъртта на херцог Карл Евгений (Ойген) за кратко властта поема по-малкият му брат Лудвиг Евгений (Ойген) (1731 – 1795), който има само две дъщери: Вилхелмина (1764 – 1817), омъжена (1789) за принц Крафт-Ернст фон Йотинген и Хенриета (1767 – 1817), съпруга (1796) на принц Карл-Йозеф фон Хоенлое.
След смъртта на Лудвиг Евгений (Ойген) за владетел е обявен тритият син на Карл Александър, Фридрих II Евгений (1732 – 1797). Останал верен на протестанството, той го възстановява във Вюртемберг. Женен е (1753) за Фридерика-Доротея (1736 – 1798), дъщеря на бранденбургския ландграф Фридрих-Вилхелм фон Хоенцолерн-Швет. Най-голямата им дъщеря София-Доротея (Мария Фьодоровна) (1759 – 1828) сключва брак (1776) с руския император Павел I; втората, Фридерика (1765 – 1785) – през 1781 г. с принц Петер-Фридрих-Вилхелм фон Холщайн-Готорп-Олденбург; третата, Елизабет-Вилхелмина (1767 – 1790) – през 1788 г. с австрийския император Франц I. Херцог Фридрих II Евгений има осем синове: Фридрих III (1754 – 1816), херцог на Вюртемберг; Лудвиг (1756 – 1817); Евгений (Ойген) (1758 – 1822); Вилхелм-Фридрих-Филип (1761 – 1830); Фердинанд-Фридрих-Август (1763 – 1834); Карл (1770 – 1791); Александър-Вилхелм (1771 – 1833); Хайнрих-Фридрих-Карл (1772 – 1838).
Херцог Фридрих III наследява баща си през 1797 г. Присъединил се първоначално към Втората европейска коалиция, воюваща срещу Франция, той търпи поражение и през 1802 г. сключва сепаративен мир с консула Наполеон Бонапарт. Отстъпва на Франция владенията си по левия бряг на Рейн, но е компенсиран с територии в Германия и получава (1803) титлата „курфюрст“. Оттогава датират добрите му отношения с Наполеон I, който увеличава двойно територията на Вюртембург и през 1806 г. присъжда на курфюрста кралска титла под името Фридрих I. Монархът е сред последните европейски владетели, отказали се през 1813 г. от съюза си с Наполеон I. Виенският конгрес през 1815 г. запазва кралския статут и новите териториални придобивки на държавата.

### Херцози на Вюртемберг (1495 – 1803)
- Еберхард I, 21 юли 1495 – 24 февруари 1496, син на Лудвиг I
- Еберхард II, 24 февруари 1496 – 11 юни 1498, син на Улрих V
- Улрих I, 11 юни 1498–януари 1519, внук на Улрих V

Вюртемберг анексиран към Австрия 1519–1534
- Улрих I, май 1534 – 6 ноември 1550, син на Улрих V
- Кристоф, 6 ноември 1550 – 28 декември 1568, син на предходния
- Лудвиг III, 28 декември 1568 – 18 август 1593, син на предходния
- Фридрих I, 18 август 1593 – 29 януари 1608, племенник на Улрих I
- Йохан Фридрих, 29 януари 1608 – 18 юли 1628, син на предходния
- Еберхард III, 18 юли 1628 – 2 юли 1674, син на предходния
- Вилхелм Лудвиг, 2 юли 1674 – 23 юни 1677, син на предходния
- Еберхард Лудвиг, 23 юни 1677 – 31 октомври 1733, син на предходния
- Карл Александер, 31 октомври 1733 – 12 март 1737, племеник на Вилхелм Лудвиг
- Карл Евгений, 12 март 1737 – 24 октомври 1793, син на предходния
- Лудвиг Евгений, 24 октомври 1793 – 20 май 1795, син на Карл Александер
- Фридрих II Евгений, 20 май 1795 – 23 декември 1797, син на Карл Евгений
- Фридрих III, 23 декември 1797 – 25 февруари 1803у син на Фридрих II Евгений

Курфюрст на Вюртемберг 1803—1806
- Фридрих III май 1803 – 1 януари 1806, син на Фридрих II Евгений

По времето на управлението на Наполеон херцог Фридрих III става през май 1803 г. курфюрст и получава територии. На 1 януари 1806 г. курфюрст Фридрих става крал Фридрих I и увеличава кралството си с други територии.

## Крале на Вюртемберг
Фридрих I се жени (1780) за Августа (1764 – 1788) дъщеря на херцог Карл-Вилхелм-Фердинанд фон Брауншвайг-Волфенбютел, а след като овдовява (1788), сключва брак (1797) с Шарлота-Авуста-Матилда (1766 – 1828), дъщеря на анлийския крал Джордж III. Има една дъщеря Катерина (1783 – 1835), омъжена (1807) за Жером Бонапарт, крал на Вестфалия и най-малък от братята на император Наполеон I. По-големият от синовете на Фридрих I наследява баща си под името Вилхелм I (1781 – 1864). Известен със своя либерализъм, той превръща през 1819 г. Вюртембер в конституционна монархия. Сключва брак (1808) с Шарлота (Каролина) Авуста (1792 – 1873), дъщеря на баварския крал Максимилиан I Йозеф, а след развода (1814) с нея се жени (1816) за Екатерина (1788 – 1819), дъщеря на руския император Павел I. Овдовял отново (1819), взема за съпруга (1820) братовчедка си Паулина (1800 – 1873), дъщеря на принц Лудвиг фон Вюртемберг. Най-голямата му дъщеря Мария (1816 – 1887) се омъжва (1840) за граф Алфред фон Нейперг; втората, София (1818 – 1877) – през 1839 г. за нидерландския крал Вилем III; третата, Катерина (1821 – 1898) – през 1845 г. за братовччед си Фридрих фон Вюртемберг; четвъртата, Августа (1826 – 1898) – през 1851 г. за принц Херман фон Саксен-Ваймар. Вилхелм I е наследен от единствения си син Карл I (1823 – 1891). Новият крал води антипруска политика и влиза в съюз с Бавария, както и с Австрия, която подкрепя във войната от 1866 г. Вюртембергските войски са победени от прусите и Карл I е принуден да иска мир. През 1871 г. Вюртемберг се присъединява към Германската империя, запазвайки кралския си статут. Карл I е женен (1846) за Олга (1822 – 1892), дъщеря на руския император Николай I.
Вторият син на крал Фридрих I, принц Паул (1785 – 1852), сключва брак (1805) с Шарлота (1787 – 1847), дъщеря на херцог Фридрих фон Саксен-Алтенбург. По-голямата от дъщерите му, Фридерика-Шарлота-Мария (Елена Павловна) (1807 – 1873), е дадена (1824) за съпруга на руския велик княз Михаил Павлович, а по-малката, Паулина – през 1829 г. на херцог Вилхелм I фон Насау. По-малкият му син Август (1813 – 1885) взема (1868) за съпруга баронеса Мария-Берта фон Варденберг (1830 – 1869). По-големият му син Фридрих (1808 – 1870) се жени (1845) за братовчедка си Катерина (1821 – 1898), дъщеря на крал Вилхелм I. Синът на Фридрих, Вилхелм II (1848 – 1921) наследява през 1891 г. чичо си Карл I като крал на Вюртемберг. Вилхелм II се жени два пъти: през 1877 г. за Мария (1857 – 1882), дъщеря на княз Георг-Виктор фон Валдек и през 1886 г. за Шарлота (1864 – 1946), дъщеря на принц Вилхелм фон Шаумбург-Липе. Единствената му дъщеря Паулина (1877 – 1965) се омъжва (1898) за принц Вилхелм Фридрих фон Вид. Ноемврийската революция в Германия през 1918 г. принуждава последния монарх на тази страна да абдикира. Отказал се от участие в политическия живот, той доживява дните си в замъка Бобенхаузен. След смъртта му глава на династията Вюртемберг става неговият братовчед Албрехт фон Вюртемберг (1865 – 1939), генерал в армията на Германия по време на Първата световна война. Неговите потомци, подени от брака му (1893) с австрийската ерцхерцогиня Маргарита-София (1870 – 1902), днес представляват старшия клон на фамилията.

### Крале на Германия
- 1805 – 1816 Фридрих I, син на Фридрих II Евгений
- 1816 – 1864 Вилхелм I, син на предходния
- 1864 – 1891 Карл I, син на предходния
- 1891 – 1918 Вилхелм II, племенник на Карл I

### Шефове на Дом Вюртемберг от 1918 г.
- 1918 – 1921 Вилхелм херцог цу Вюртемберг (преди крал Вилхелм II фон Вюртемберг)
- 1921 – 1939 Албрехт херцог на Вюртемберг
- 1939 – 1975 Филип Албрехт херцог на Вюртемберг
- 1975–днес Карл херцог на Вюртемберг